# Tillväxtmarknad
Tillväxtmarknad, från engelska emerging markets, en term inom finansiell ekonomi för marknader som representeras av utvecklingsländer. Termens historiska bakgrund är att det vid marknadsföring av finansiella produkter klingar bättre med tillväxtmarknader än med underutvecklade regioner, u-landsmarknader etc.